# Peltojärvi (sjö i Enare, Lappland, Finland)
Peltojärvi eller Peldojävri är en sjö i Finland. Den ligger i kommunen Enare i landskapet Lappland, i den norra delen av landet, 1 000 km norr om huvudstaden Helsingfors. Peltojärvi ligger 279,4 meter över havet. Arean är 6,52 kvadratkilometer och strandlinjen är 23,94 kilometer lång. Sjön  ingår i Pasvik älvs huvudavrinningsområde.   Omgivningarna runt Peltojärvi är i huvudsak ett öppet busklandskap. Den sträcker sig 6,7 kilometer i nord-sydlig riktning, och 5,0 kilometer i öst-västlig riktning.